# IHF Beach Handball Global Tour
Die IHF Beach Handball Global Tour (auch IHF Global Trophy) ist ein 2022 eingeführter Beachhandball-Wettbewerb der Internationalen Handballföderation (IHF). Die Turnierserie soll den Sport durch punktuell ausgerichtete Turniere zwischen besonders guten Nationalmannschaften im Beachhandball noch populärer machen. Es ist nach den Weltmeisterschaften die zweite Veranstaltung für Beachhandball-Nationalmannschaften unter Eigenregie im Leistungsbereich.
Der Beginn der Turnierserie war eigentlich schon für das Jahr 2020 vorgesehen, wurde jedoch dann durch den Ausbruch der COVID-19-Pandemie verhindert. So fand Anfang Juli 2022 in Danzig, Polen das erste Turnier mit den Mannschaften jeweils beider Geschlechter aus Deutschland, Kroatien, Polen und Spanien statt. Bei den jeweiligen Turnieren spielen die vier Mannschaften an einem Wochenende in einer Jeder-gegen-Jeden-Runde, die beiden besten Mannschaften der aus den Ergebnissen gewonnenen Tabelle spielen in einem Finale um den Sieg. Aus mehreren dieser kleinen und kurzen Turniere wird der Sieger der jährlichen IHF Beach Handball Global Tour gekürt. Die Kriterien hierbei sind:
- als erstes die beste Siegquote über die gesamte Tour
- bei gleicher Prozentzahl platzieren sich die Mannschaften besser, die an der größeren Zahl an Turnieren teilnahmen
- wenn es auch hier einen Gleichstand gibt, entscheidet die beste Platzierung, die bei einem Einzelturnier erreicht wurde
- gibt es auch hier einen Gleichstand, gewinnt die Mannschaft, die mehr Spiele gespielt hat[3]

Für das erste Jahr ist eine Serie von vier Turnieren vorgesehen, in Zukunft soll die Serie kontinuierlich wachsen. Alle Spiele der Serie werden von der IHF weltweit live übertragen.

## Frauen
| Jahr         | Gold | Silber | Bronze | Vierte |
| ------------ | ---- | ------ | ------ | ------ |
| 2022 Details |      |        |        |        |
| 2023 Details |      |        |        |        |

### Platzierungen der weiblichen Nationalmannschaften
| Nation         | 2022 | 2023 |
| -------------- | ---- | ---- |
| Deutschland    |      |      |
| Kroatien       |      |      |
| Polen          |      |      |
| Spanien        |      |      |
| Teilnehmerzahl |      |      |

| Legende | Legende | Legende | Legende                                             |
| ------- | ------- | ------- | --------------------------------------------------- |
| 1       | 2       | 3       | Podest-Platzierungen                                |
| X       | X       | X       | Mannschaft zunächst gemeldet, aber nicht angetreten |

## Männer
| Jahr         | Gold | Silber | Bronze | Vierter |
| ------------ | ---- | ------ | ------ | ------- |
| 2022 Details |      |        |        |         |
| 2023 Details |      |        |        |         |

### Platzierungen der männlichen Nationalmannschaften
| Nation         | 2022 | 2023 |
| -------------- | ---- | ---- |
| Deutschland    |      |      |
| Kroatien       |      |      |
| Polen          |      |      |
| Spanien        |      |      |
| Teilnehmerzahl |      |      |

| Legende | Legende | Legende | Legende                                             |
| ------- | ------- | ------- | --------------------------------------------------- |
| 1       | 2       | 3       | Podest-Platzierungen                                |
| X       | X       | X       | Mannschaft zunächst gemeldet, aber nicht angetreten |